# Theodor Boltz
Theodor Boltz (auch: Bolz; * 5. Oktober 1680 in Königsberg (Preußen); † 30. Juni 1764 ebenda) war ein deutscher Jurist.

## Leben
Der Sohn des Königsberger Rechtsprofessors Johann Christoph Boltz wurde am 28. September 1693 an der Universität Königsberg immatrikuliert. 1701 avancierte er zum Hofgerichtsadvokaten und promovierte 1706 in Königsberg zum Doktor der Rechte. Im Folgejahr wurde er außerordentlicher Professor der Rechte in Königsberg. Man ernannte ihn 1710 zum Hofhalsgerichtsassessor. 1724 wurde er Pupillen-Rat und 1730 Berater der Stadt Königsberg sowie Inspektor der Polizeibehörde. 
Nachdem er 1732 zum vierten ordentlichen Professor und 1733 zum dritten ordentlichen Professor der juristischen Fakultät aufgestiegen war, berief man ihn 1746 zum Oberrichter. Als Mitglied des Königsberger Stadtrates wählte man ihm 1750 zum Bürgermeister, welches Amt er auch 1753 übernahm. Er hatte sich auch an den organisatorischen Aufgaben der Königsberger Hochschule beteiligt und war 1753, 1757 sowie 1761 Rektor der Alma Mater. In seinen letzten Lebensjahren hatte man ihm Johann Ludwig L’Estocq zugeteilt, der nach seinem Tod seine Aufgaben an der Hochschule übernahm. 
Boltz war zwei Mal verheiratet. 
Seine erste Ehe schloss er am  21. Januar 1706 mit Regina Elisabeth (* 29. Dezember 1686, † 22. September 1707), Tochter des Oberhofpredigers Friedrich Deutsch. 
Seine zweite Ehe ging er am 10. Februar 1710 mit Anna Maria, Tochter des Hofraths David Braun, ein.
Aus erster Ehe ist die Tochter Regina Elisabeth Boltz (* 5. September 1707) bekannt.

## Werke
- Disp. De morte. Königsberg 1701
- Diss. de consensu Domini in alienatione Feudi. Königsberg 1707
- Disp. I-IV de consistoribus. Königsberg 1705–1713
- Manipulus dissertationum de Consistorio. Königsberg 1713
- Disp. de gratia Principis erga delinquentem artificem. Königsberg 1732
- Disp. De Die. Königsberg 1734
- Disp. de tutela et potioribus ejus excusationibus. Königsberg 1738
- Disp. De ludis publicis Königsberg 1744
- Orat. De laetitia publica. Königsberg 1744